# Народный комиссариат зерновых и животноводческих совхозов СССР
Наро́дный комиссариа́т зерновы́х и животново́дческих совхо́зов СССР был создан 1 октября 1932 г. выделением из Народного комиссариата земледелия.
В соответствии с постановлением ЦИК и СНК СССР от 2 декабря 1932 года «О Народном комиссариате зерновых и животноводческих совхозов Союза ССР» на общесоюзный Народный комиссариат зерновых и животноводческих совхозов Союза ССР было возложено «плановое, организационное и оперативно-производственное руководство зерновыми и животноводческими совхозами общесоюзного значения», осуществляемое «через всесоюзные зерновые и животноводческие тресты».
В основу структуры центрального аппарата Наркомсовхозов было положено создание отраслевых главных управлений: зерновых совхозов, молочно-мясных совхозов, свиноводческих совхозов, овцеводческих совхозов — с возложением на каждое из них всех функций по управлению соответствующими совхозами; кроме того в структуру Наркомсовхозов были включены главное управление учебными заведениями (с подчинением ему вузов, техникумов и школ по особому списку Наркомсовхозов) и политическое управление.
В состав Главного управления зерновых совхозов и главных управлений животноводческих совхозов включались соответствующие отделы (всего по 6 отделов) согласно производственной направленности управлений и сектора (плановый, строительный, кадров, по научно-исследовательским учреждениям). Первоначально новый Наркомат располагался в Москве в Большом Афанасьевском переулке.
А уже в декабре 1932 года грянуло первое громкое дело о «контрреволюционной организации вредителей» в системе Наркомата земледелия и Наркомата совхозов, на которую власть возлагала вину за провал хлебозаготовок и массовый голод 1932—1933 гг. в стране. В качестве руководителей были названы заместитель Наркома совхозов СССР М. М. Вольф, член Коллегии Наркомата совхозов Т. М. Руднев, член коллегии наркомата земледелия СССР Ф. М. Конар и заместитель председателя Трактороцентра М. Е. Коварский. Всего поэтому делу было арестовано свыше 70 человек.
11 марта 1933 года последовал приговор Коллегии ОГПУ по обвинению в к.-р., шпионской и вредительской деятельности в сельском хозяйстве, и 12 марта 1933 года на Ваганьковском кладбище были расстреляны тридцать шесть служащих Наркомата земледелия и Наркомата совхозов. Двадцать два сотрудника наркоматов получили тюремные сроки по 10 лет, ещё 18 человек — по 8 лет. Об этом тут же сообщила газета «Правда» в номере от 12 марта 1933 года.
Все осужденные по этому делу были реабилитированы в 1957 году.
Постановлением СНК СССР от 17 февраля 1938 года было утверждено «Положение о Народном Комиссариате Зерновых и Животноводческих Совхозов Союза ССР», в котором нашли отражение все предшествующие изменения структуры Наркомсовхозов СССР.

В соответствии с данным Положением для Наркомсовхозов СССР была установлена управленческая структура, основу которой составили производственно-отраслевые главные управления:
1. Три Главных Управления зерновых совхозов (по регионам страны).
2. Главное Управление мясных совхозов.
3. Главное Управление молочных совхозов.
4. Главное Управление свиноводческих совхозов.
5. Главное Управление овцеводческих совхозов.
6. Главное Управление племенных совхозов.
7. Главное Ветеринарное Управление.
8. Главное Управление учебными заведениями.
9. Политическое Управление.

## Народные комиссары зерновых и животноводческих совхозов СССР
| Юркин, Тихон Александрович   | 1 октября 1932  | 4 апреля 1934  |
| Калманович, Моисей Иосифович | 4 апреля 1934   | 11 апреля 1937 |
| Демченко, Николай Нестерович | 11 апреля 1937  | 22 июля 1937   |
| Юркин, Тихон Александрович   | 22 июля 1937    | 22 ноября 1938 |
| Лобанов, Павел Павлович      | 10 декабря 1938 | 15 марта 1946  |

15 марта 1946 года наркомат упразднён.
См. также Список министров сельского хозяйства России

## Первый руководитель наркомата
Первым Наркомом новообразованного Наркомата Совхозов был назначен Тихон Александрович Юркин. До этого в 1928—1930-х годах он работал директором зерносовхоза совхоза «Гигант» в Ростовской области, где своей энергией и знаниями довёл его до образцового хозяйства. В 1930 году был председателем Правления Колхозцентра СССР, а в 1931 — председателем Зерносовхозобъединения.
В должности Наркома Т. А. Юркин проработал недолго, и спустя полтора года освободил должность для новоназначенного Наркома Моисея Калмановича, став при нём одним из семи заместителей. Калманович ранее занимал должность Председателя правления Госбанка СССР и пробыл в новой должности долгие три года.

#### Заместители Наркома Калмановича
- Г. Л. Островский (Григорий Лазаревич) — расстрелян 26.11.1937 г. (проживал: Москва, Большой Козихинский пер., д.19, кв. 14)
- М. Г. Герчиков — расстрелян 7.10.1937 г. (проживал: Москва, ул. Серафимовича, дом 2, кв.157)
- Т. А. Юркин (Вейнберг)
- Л. А. Грушевский — расстрелян 14.06.1937 г.
- К. П. Сомс (Карл Петрович) — убит при допросе 2.12.1937 г.
- В. Л. Паверман (Владимир Львович)
- А. А. Львов (Абрам Львович)
- Ю. Э. Ювин (Юрий Эммануилович) — помощник Наркома Калмановича — расстрелян 22.08.1937 г.

## Политотдел наркомата
Начальник Политотдела наркомата: Сомс Карл Петрович (старый большевик из латышских стрелков). В 1937 году арестован как «враг народа» (по-видимому, расстрелян).
В феврале 1938 года Политотдел преобразован в Политуправление Наркомата, начальником управления назначен Мелькумов Андроник Александрович (расстрелян 27 февраля 1940 года).

## Адреса Наркомата
Наркомат располагался в Москве в Большом Афанасьевском переулке. После завершения строительства здания Наркомзема в 1933 году, Наркомат переехал в новое здание по адресу Садовая-Спасская ул., дом 11/1. По справочнику 1941 года руководящий состав Наркомата находился по адресу: Москва, площадь Куйбышева, дом 1.
Квартиры руководящих работников Наркомата зерновых и животноводческих совхозов СССР (начальников главных управлений, главных агрономов управлений и т. п.) находились по адресам:
- Большой Комсомольский переулок, дом 6;
- Большой Козихинский переулок, дом 19.

## Воспоминания о работе наркомата
Из воспоминаний помощника Наркома Сузюмова Евгения Матвеевича (неопубл. рукопись. РГАЭ, отдел личных фондов, ф. 627 оп.1 д.171): «Юркин не любил жизни в Москве, его тянуло на широкие сельские просторы. Этому способствовали его опыт работы в сельском хозяйстве, плюс любовь к природе. Поэтому значительную долю времени он проводил в поездках по совхозам… Как они совершались? — К нему был прикреплён специальный служебный вагон с прицепом для автомашины. Значительную часть вагона занимал просторный зал для собраний. Далее его личное купе — широкое и удобное для работы. Далее несколько одноместных купе для сопровождающих лиц, одно из которых занимал я. Далее шли купе для проводников и повара, складская. Заранее намечался маршрут, сообщался в ж.д. администрацию; составлялись график работы на стоянках, список намеченных к посещению совхозов». И далее:
«Итак, запись поездок.
1933 год:
1. С 27.01. по 22.02. Москва — Харьков — Ростов на Дону — совхоз Гигант — Белая Глина — Краснодар — Ведмедовка — Ростов — Зверево — Воронеж — Москва.
2. С 18.03. по 7.04. Москва — Харьков — Одесса — Копань — Херсон — Каховка — Красный Перекоп — Аскания Нова — Дорнбург — Бериславль — Белая Криница — Мировая — Днепропетровск — Мелитопольщина — Терпенье — Харьков — Москва.
3. С 16.04 по 11.05. Москва — Новосибирск — Аул — Поспелиха — Шипуново — Черепаново — Юрга — Новосибирск — Омск — Казань — Москва.
4. 4.07—14.07. Москва — Симферополь — Грамматиково — Биюк — Онлар — Евпатория — Ростов — Верблюд — Совхоз Гигант — Белая Глина — Ровный — Верблюд — Изобилье — Ростов н/Д — Москва.
5. 21.08—15.09 Москва — Омск — Новоуральск — Челкар — Новосибирск — Поспелиха — Черепаново — Новосибирск — Москва.
6. 24.09.—3.10. Москва — Ростов н/Д — Тихорецкая — Трубецкая — Ростов — Москва.
1934 год:
7. 24.02.—13.03. Москва — Ростов н/Д — Крапоткин — Ровное — Краснодар — Тихорецкая — Ростов — Пятигорск — Ростов — Москва».

## Новое руководство наркомата
4 апреля 1934 года постановлением Совета Народных Комиссаров СССР за подписью В. М. Молотова Юркин был освобождён от должности Наркома.
Новым Наркомом был назначен М. И. Калманович, до этого занимавший пост председателя правления Госбанка. Снят в 1937 году, расстрелян. Были расстреляны заместители М. И. Колмановича. В 1937—1938 годах также были расстреляны ответственные работники наркомата — начальники главных управлений: Н. М. Мукомель, А. Д. Бурков, В. П. Павлов — практически всё руководство Управления зерносовхозов Юга и Управления молочно-мясных совхозов Юга.